# NBC Nightly News
NBC Nightly News és el noticiari estrella de la cadena estatunidenca NBC. S'emet des de 1970, i succeí l'exitós Huntley-Brinkley Report, després que Chet Huntley es retirés. És presentat actualment per Brian Williams (dilluns a divendres) i Lester Holt (dissabte i diumenge). S'emet des de l'Estudi 3C en l'Edifici GE, del Rockefeller Center de Nova York. Antigament s'emetia 6 nits a la setmana, però des de l'1 d'agost de 1970 també s'emet els diumenges.

## Presentadors

### Dilluns a divendres
- 1970 - 1971: John Chancellor, Frank McGee, i David Brinkley
- 1971 - 1976: John Chancellor
- 1976 - 1982: John Chancellor i David Brinkley
- 1982 - 1983: Tom Brokaw i Roger Mudd
- 1983 - 2004: Tom Brokaw
- 2004 - 2015: Brian Williams
- 2015 - present: Lester Holt

### Cap de setmana
- Actualment: Kate Snow (diumenges) i Jose Diaz Balart (dissabtes).
- Anteriorment: Lester Holt, Erica Hill, Brian Williams, Tom Brokaw, Garrick Utley, John Hart, John Palmer, Connie Chung, Maria Shriver, John Seinthegaler i Stephen Frazier.

## Emissió internacional
En Europa, NBC Nightly News s'emet en directe per CNBC Europe. A més, es retransmet per la cadena Orbit News en Europa i Orient Mitjà. En Filipines, NBC Nightly News s'emet en ETC 2nd Avenue.